# Sean Curry
Sean Curry (* 29. April 1982 in Burnsville, Minnesota) ist ein ehemaliger US-amerikanischer Eishockeyspieler, der im Verlauf seiner aktiven Karriere zwischen 2000 und 2014 unter anderem 565 Spiele in der American Hockey League (AHL) auf der Position des Verteidigers bestritten hat. Darüber hinaus war Curry eine Spielzeit für die Hamburg Freezers in der Deutschen Eishockey Liga (DEL) aktiv.

## Karriere
Sean Curry begann seine Karriere als Eishockeyspieler in der kanadischen Juniorenliga Western Hockey League (WHL), in der er von 2000 bis 2002 für die Tri-City Americans und Medicine Hat Tigers aktiv war. In diesem Zeitraum wurde er zudem im NHL Entry Draft 2001 in der siebten Runde als insgesamt 211. Spieler von den Carolina Hurricanes aus der National Hockey League (NHL) ausgewählt, für die er allerdings nie spielte. Stattdessen lief der Verteidiger von 2002 bis 2005 für die Lowell Lock Monsters in der American Hockey League (AHL) auf. In der Saison 2002/03 kam er zudem zu 33 Einsätzen für deren Kooperationspartner Florida Everblades in der ECHL. Von 2005 bis 2008 spielte er für das AHL-Team der Providence Bruins.
Anschließend erhielt er einen Vertrag in der Organisation der Philadelphia Flyers, für deren AHL-Farmteam Philadelphia Phantoms er zunächst in der Saison 2008/09 auflief. Nachdem dieses über den Sommer 2009 umgesiedelt worden war, spielte der Linksschütze in der folgenden Spielzeit auch für dessen Nachfolgeteam Adirondack Phantoms. Die Saison 2010/11 begann Curry bei den Toledo Walleye in der ECHL. Bereits nach nur zwei Spielen, schloss er sich im November 2010 den Hamburg Freezers aus der Deutschen Eishockey Liga (DEL) an. Bei diesen hatte er in der Folgezeit einen Stammplatz und bereitete in 34 Spielen sechs Tore vor. Nach dem Verpassen der Playoffs mit den Freezers, erhielt er keinen neuen Vertrag.
Daraufhin verbrachte Curry die Spielzeit 2011/12 beim schwedischen Zweitligisten Rögle BK und erreichte mit der Mannschaft den Aufstieg in die Elitserien. Trotz des Erfolgs kehrte er zur Saison 2012/13 in die Vereinigten Staaten zurück und stand zwei Spielzeiten für die Alaska Aces in der ECHL auf dem Eis. Im Sommer 2014 beendete der 32-Jährige seine aktive Profikarriere, nachdem er mit den Aces die Meisterschaft in Form des Kelly Cups gewonnen hatte. Anschließend arbeitete Curry in der Saison 2015/16 als Eishockeytrainer an der East Anchorage High School.

## Erfolge und Auszeichnungen
- 2012 Aufstieg in die Elitserien mit dem Rögle BK
- 2014 Kelly-Cup-Gewinn mit den Alaska Aces

## Karrierestatistik
(Legende zur Spielerstatistik: Sp oder GP = absolvierte Spiele; T oder G = erzielte Tore; V oder A = erzielte Assists; Pkt oder Pts = erzielte Scorerpunkte; SM oder PIM = erhaltene Strafminuten; +/− = Plus/Minus-Bilanz; PP = erzielte Überzahltore; SH = erzielte Unterzahltore; GW = erzielte Siegtore; 1 Play-downs/Relegation; Kursiv: Statistik nicht vollständig)